# Паки
Паките (Cuniculus) са род едри неотропични бозайници от монотипното семейство Пакови (Cuniculidae), разред Гризачи. Представени са от 3 вида.
На свобода достигат до 13-годишна възраст.

## Разпространение и местообитания
Обитават ареал, обхващащ територии от южната част на Мексико до северната част на Аржентина. 
Пака обитават местности, където винаги има в близост водоизточник, но въобще се срещат се в разнообразни местообитания, като тропични влажни гори, широколистни умерени гори, блатисти местности обрасли с мангрова растителност. както и в крайградски паркове, а Cuniculus taczanowskii е високопланински вид, който обитава и открити планински местности на надморска височина до 3000 метра.

## Видове
- Cuniculus paca – Равнинска пака
- Cuniculus taczanowskii – Планинска пака
- Cuniculus hernandezi

## Описание
Тежат около 6 – 14 kg, което ги нарежда сред най-едрите съвременни гризачи. Опашката на паката е дълга 13 – 23 cm.
По форма на главата пака наподобяват морски свинчета, а с конусообразно си тяло (с дължина 50 – 77 cm) - копитните мишевидни елени.   
Задните им крайници са големи, а предните са малки. Отстрани имат по 4 – 7 хоризонтални надлъжни линии и петна и ивици по хълбоците. Имат 4 пръста на предните си крака и 5 - на задните (от които 2 са къси и едва докосват земята). Ноктите са здрави и приличат на малки копита.

## Поведение
Обикновено са активни сутрин и следобед. Най-често се движат по вече утъпкани пътеки и създават нови, когато старите са нарушени. Живеят в дупки на дълбочина до 3 метра, които обикновено имат по 2 входа и винаги са над нивото на сезонно заливаните зони. Същевременно тези животни са добри плувци. Гмуркат се, когато застрашени и могат да останат под вода до 15 минути.
Естествени врагове на паките са различни местни хищници, като каймани, маргай, пума, ягуар, оцелот, ягуарунди, храстово куче, боа.
Представителите на рода имат резонансни камери в бузите благодарение, на които издават висок звук. Урината също служи за да маркират своята територия.

## Хранене
В дивата природа паките консумират предимно растителна маса от подлеса и паднали плодове от дърветата, но също и пъпки, цветя, гъби и насекоми. 
За разлика от агути имат физиологичната приспособеност да съхраняват енергия под формата на подкожни мазнини, което ги прави независими по отношение на сезонната липса на семена. Едновременно с това, те играят жизненоважна роля за горите като разпръскват семена с изпражненията си. 
Обикновено при храненето си използват и предните си лапички.

## Размножаване
Полова зрялост при паките настъпва след 6 – 12 месеца, при тегло от 6,5 – 7,5 килограма. Липсва полов диморфизъм.
Бременността трае между 114 и 119 дни и обикновено раждат по 1 малко. Отбиването (спирането на кърменето) започва след 6-ата седмица, но малките следват своята майка в продължение на 1 година.